# Welthochschulmeisterschaft (Badminton)
Die Welthochschulmeisterschaften im Badminton sind die weltweiten Titelkämpfe der Studenten in dieser Sportart. Sie werden seit 1990 im zweijährigen Rhythmus in den geraden Jahren in den Disziplinen Damen- und Herreneinzel, Damen- und Herrendoppel sowie Mixed ausgetragen. Seit 2006 findet zudem ein Teamwettbewerb im Sudirman-Cup-Format (je ein Damen- und Herreneinzel, Damen- und Herrendoppel sowie Mixed) statt.
Sie sind nicht zu verwechseln mit der in den ungeraden Jahren ausgerichteten Universiade, bei welcher Badminton nur sporadisch ausgetragen wurde, da es dort zu den optionalen Disziplinen gehörte, die der Veranstalter zusätzlich zu den 13 Stammwettkämpfen auswählen konnte. Ab 2023 soll Badminton als Stammwettkampf (compulsory sport) in die Universiade integriert werden. Damit sollen die Studierenden-Weltmeisterschaften entfallen.

## Austragungsorte
| Nr.    | Jahr | Datum                      | Ort          |
| ------ | ---- | -------------------------- | ------------ |
| 1. WM  | 1990 | 7. bis 9. September 1990   | Nikosia      |
| 2. WM  | 1992 |                            | Karlstad     |
| 3. WM  | 1994 | 29. April bis 1. Mai 1994  | Prag         |
| 4. WM  | 1996 | bis 29. September 1998     | Straßburg    |
| 5. WM  | 1998 | 3. bis 10. September 1998  | Istanbul     |
| 6. WM  | 2000 | 23. bis 26. Februar 2000   | Sofia        |
| 7. WM  | 2002 | 13. bis 15. September 2002 | Krakau       |
| 8. WM  | 2004 | 9. bis 12. Dezember 2004   | Bangkok      |
| 9. WM  | 2006 | 10. bis 15. Oktober 2006   | Wuhan        |
| 10. WM | 2008 | 5. bis 10. Mai 2008        | Braga        |
| 11. WM | 2010 | 7. bis 12. September 2010  | Taipeh       |
| 12. WM | 2012 | 6. bis 11. November 2012   | Gwangju      |
| 13. WM | 2014 | 24. bis 29. Juli 2014      | Córdoba      |
| 14. WM | 2016 | 12. bis 18. September 2016 | Ramenskoje   |
| 15. WM | 2018 | 15. bis 21. Oktober 2018   | Kuala Lumpur |
| 16. WM | 2020 | 16. bis 22. November 2020  | Bangkok      |

## Die Sieger und Platzierten
| Saison | Disziplin          | 1.                                                | 2.                                                   | 3.                                      | 3. |                    |
| ------ | ------------------ | ------------------------------------------------- | ---------------------------------------------------- | --------------------------------------- | --- | ------------------ |
| 1990   | Herreneinzel       | Igor Dmitriev                                     | Rikard Rönnblom                                      | Detlef Poste                            | Nikolay Zuev |                    |
| 1990   | Dameneinzel        | Tatiana Khoroshina                                | Elena Nikitina                                       | Gillian Martin                          | Andrea Krucinski |                    |
| 1990   | Herrendoppel       | Detlef Poste Robert Neumann                       | Rikard Rönnblom Patrik Andreasson                    | Hitoshi Ōhori Hideaki Motoyama          | Igor Dmitriev Nikolay Zuev |                    |
| 1990   | Damendoppel        | Maki Nagai Akiko Michiue                          | Mie Komatsuzaki Hisako Sumi                          | Ines Wegner Sonja Grünewald             | Tatiana Khoroshina Elena Nikitina |                    |
| 1990   | Mixed              | Robert Neumann Anne-Katrin Seid                   | Maaike de Boer Michel Redeker                        | Nikolai Zuev Elena Nikitina             | Igor Dmitriev Tatiana Khoroshina |                    |
| 1992   | Herreneinzel       | Igor Dmitriev                                     | Patrik Andreasson                                    | Detlef Poste                            | Volker Renzelmann |                    |
| 1992   | Dameneinzel        | Chen Hsiao-li                                     | Takako Ida                                           | Liu Lu                                  | Anne-Katrin Seid |                    |
| 1992   | Herrendoppel       | Horng Shin-jeng Horng Wen-i                       | John Quinn Neil Cottrill                             | Volker Renzelmann Detlef Poste          | Jan Jurka Ondřej Lubas |                    |
| 1992   | Damendoppel        | Emiri Hihara Takako Ida                           | Andrea Findhammer Anne-Katrin Seid                   | Jih Chiou-yann Chen Hsiao-li            | Heather Ostrom Karyn Kadonaga |                    |
| 1992   | Mixed              | Charlotta Wihlborg Patrik Andreasson              | Volker Renzelmann Anne-Katrin Seid                   | John Quinn Joanne Wright                | Emiri Hihara Hideaki Motoyama |                    |
| 1994   | Herreneinzel       | Wu Chung-sheng                                    | Zeng Qingguo                                         | Detlef Poste                            | Stephan Kuhl |                    |
| 1994   | Dameneinzel        | Shyu Yu-ling                                      | Lee Ning-hau                                         | Mao Yaqin                               | Fan Linhua |                    |
| 1994   | Herrendoppel       | John Quinn Neil Cottrill                          | Rémy Matthey de l’Etang Thomas Wapp                  | Akihiro Kishida Hiroshi Ohyama          | Harald Koch Heimo Götschl |                    |
| 1994   | Damendoppel        | Fan Linhua Mao Yaqin                              | Andrea Findhammer Anne-Katrin Seid                   | Lee Ning-hau Shyu Yu-ling               | Miki Terao Aiko Tsuda |                    |
| 1994   | Mixed              | Stephan Kuhl Anne-Katrin Seid                     | John Quinn Nichola Beck                              | Tomasz Mendrek Jitka Lacinová           | Wu Chung-sheng Lee Ning-hau |                    |
| 1996   | Herreneinzel       | Chang Jeng-shyuang                                | Thomas Wapp                                          | Artur Khachaturyan                      | Jyri Aalto |                    |
| 1996   | Dameneinzel        | Choi Ma-ree                                       | Kanako Yonekura                                      | Heike Schönharting                      | Saori Itoh |                    |
| 1996   | Herrendoppel       | Chun Young-gye Kim Hyung-joon                     | Feng Yi Cheng Rui                                    | Arturo Ruiz López Ernesto García        | Masahiro Yabe Katsuya Nishiyama |                    |
| 1996   | Damendoppel        | Tsai Hui-min Chen Li-chin                         | Gao Leng Gao Yuan                                    | Kanako Yonekura Saori Itoh              | Tracey Hallam Gail Emms |                    |
| 1996   | Mixed              | Kim Young-gil Choi Ma-ree                         | Richard Doling Gail Emms                             | Feng Yi Gao Leng                        | Chang Jeng-shyuang Tsai Hui-min |                    |
| 1998   | Herreneinzel       | Zhu Jianwen                                       | Chen Huang                                           | Matthew Shuker                          | Thomas Wapp |                    |
| 1998   | Dameneinzel        | Yao Jie                                           | Zou Shisi                                            | Karina de Wit                           | Lee Suh-ling |                    |
| 1998   | Herrendoppel       | Chien Yu-hsun Huang Shih-chung                    | Michael Helber Boris Reichel                         | Liang Yongping Zhu Jianwen              | Thomas Wapp Rémy Matthey de l’Etang |                    |
| 1998   | Damendoppel        | Tsai Hui-min Chen Li-chin                         | Liu Lu Yao Jie                                       | Sarah Hardaker Gail Emms                | Karina de Wit Ginny Severien |                    |
| 1998   | Mixed              | Liang Yongping Liu Lu                             | Huang Shih-chung Chen Li-chin                        | Lee Clapham Gail Emms                   | Boris Reichel Anja Weber |                    |
| 2000   | Herreneinzel       | Wei Yan                                           | Jacek Niedźwiedzki                                   | Michał Łogosz                           | Yosuke Nakanishi |                    |
| 2000   | Dameneinzel        | Hu Ting                                           | Wei Yili                                             | Dobrinka Smilianova                     | Irina Koloskova |                    |
| 2000   | Herrendoppel       | Huang Shih-chung Chien Yu-hsun                    | Michał Łogosz Damian Pławecki                        | Vitaliy Durkin Alexandr Russkikh        | Feng Xingqiao Wei Yan |                    |
| 2000   | Damendoppel        | Liu Lu Wei Yili                                   | Huang Chia-chi Jeng Shwu-zen                         | Yuko Matsuura Akiko Nakashima           | Kinga Rudolf Joanna Szleszyńska |                    |
| 2000   | Mixed              | Feng Xingqiao Liu Lu                              | Damian Pławecki Kinga Rudolf                         | Matthew Shuker Liza Parker              | Paul Trueman Natalie Munt |                    |
| 2002   | Herreneinzel       | Hu Yun                                            | Shinya Ohtsuka                                       | Przemysław Wacha                        | Chien Yu-hsiu |                    |
| 2002   | Dameneinzel        | Hu Ting                                           | Li Shasha                                            | Susan Hughes                            | Chien Yu-chin |                    |
| 2002   | Herrendoppel       | Michał Łogosz Przemysław Wacha                    | Chien Yu-hsun Huang Shih-chung                       | Arnd Vetters Mike Joppien               | Ian Maywald Marc Hannes |                    |
| 2002   | Damendoppel        | Cheng Wen-hsing Chien Yu-chin                     | Zou Shisi Li Shasha                                  | Mihoko Matsuo Emi Ueda                  | Duanganong Aroonkesorn Kunchala Voravichitchaikul |                    |
| 2002   | Mixed              | Chien Yu-hsun Cheng Wen-hsing                     | Michał Łogosz Joanna Szleszyńska                     | Evgeny Dremin Ksenia Shustova           | Songphon Anugritayawon Kunchala Voravichitchaikul |                    |
| 2004   | Herreneinzel       | Boonsak Ponsana                                   | Hu Yun                                               | Liao Sheng-shiun                        | Jung Hoon-min |                    |
| 2004   | Dameneinzel        | Cheng Shao-chieh                                  | Soratja Chansrisukot                                 | Molthila Meemeak                        | Li Shasha |                    |
| 2004   | Herrendoppel       | Patapol Ngernsrisuk Sudket Prapakamol             | Wang Wei Zhang Wei                                   | Liu Zhiyuan Koichi Saeki                | Noriyasu Hirata Hajime Komiyama |                    |
| 2004   | Damendoppel        | Zou Shisi Li Shasha                               | Kunchala Voravichitchaikul Sathinee Chankrachangwong | Duanganong Aroonkesorn Salakjit Ponsana | Chien Hsui-lin Cheng Wen-hsing |                    |
| 2004   | Mixed              | Sudket Prapakamol Kunchala Voravichitchaikul      | Tsai Chia-hsin Cheng Wen-hsing                       | Michał Łogosz Nadieżda Kostiuczyk       | Kim Dae-sung Jun Mai-sook |                    |
| 2006   | Herreneinzel       | Gong Weijie                                       | Wen Kai                                              | Liao Sheng-shiun                        | Hsieh Yu-hsing |                    |
| 2006   | Dameneinzel        | Wang Yihan                                        | Pai Min-jie                                          | Huang Chia-hsin                         | Emilie Despierres |                    |
| 2006   | Herrendoppel       | Huang Shih-chung Chen Hung-ling                   | Chien Yu-hsun Lin Yu-lang                            | Kenta Kazuno Kenichi Hayakawa           | Alexey Vasiliev Evgeny Dremin |                    |
| 2006   | Damendoppel        | Pan Pan Feng Chen                                 | Mizuho Muramatsu Yu Wakita                           | Cheng Hsiao-yun Chang Yun-ju            | Nadya Melati Nitya Krishinda Maheswari |                    |
| 2006   | Mixed              | He Hanbin Feng Chen                               | Zhu Lihua Chen Lin                                   | Chen Hung-ling Chang Yun-ju             | Robert Adcock Hayley Connor |                    |
| 2006   | Team               | Volksrepublik China                               | Russland                                             | Chinesisch Taipeh                       | Deutschland Michael Fuchs (Universität des Saarlandes) Roman Spitko (Universität des Saarlandes) Gitte Köhler (Universität Hamburg) Caren Hückstädt (Universität der Künste Berlin) |                    |
| 2008   | Herreneinzel       | Du Pengyu                                         | Liao Sheng-shiun                                     | Chen Tianyu                             | Hsieh Yu-hsing |                    |
| 2008   | Dameneinzel        | Wang Yihan                                        | Kim Moon-hi                                          | Wang Xin                                | Bellaetrix Manuputty |                    |
| 2008   | Herrendoppel       | Mohammad Ahsan Bona Septano                       | Han Gi-hoon Han Tae-iln                              | Takuma Ueda Kazushi Yamada              | Sun Junjie Tao Jiaming |                    |
| 2008   | Damendoppel        | Duanganong Aroonkesorn Kunchala Voravichitchaikul | Yui Nakahara Mayu Sekiya                             | Ding Jiao Sun Xiaoli                    | Nadya Melati Devi Tika Permatasari |                    |
| 2008   | Mixed              | Patipat Chalardchaleam Kunchala Voravichitchaikul | Wang Chia-min Wang Pei-rong                          | Sun Junjie Sun Xiaoli                   | Bona Septano Richi Puspita Dili |                    |
| 2008   | Team               | Volksrepublik China                               | Thailand                                             | Polen                                   | Südkorea |                    |
| 2010   | Herreneinzel       | Hsieh Yu-hsing                                    | Tommy Sugiarto                                       | Hwang Jong-soo                          | - |                    |
| 2010   | Dameneinzel        | Li Xuerui                                         | Liu Xin                                              | Sayaka Sato                             | - |                    |
| 2010   | Herrendoppel       | Fang Chieh-min Lee Sheng-mu                       | Bodin Isara Maneepong Jongjit                        | Hubert Pączek Wojciech Szkudlarczyk     | - |                    |
| 2010   | Damendoppel        | Ma Jin Cheng Shu                                  | Liu Xin Li Xuerui                                    | Lee Da-hye Jang Ye-na                   | - |                    |
| 2010   | Mixed              | Chen Hung-ling Hsieh Pei-chen                     | Huang Haitao Cheng Shu                               | Yuta Yamasaki Midori Sakurai            | - |                    |
| 2010   | Team               | Volksrepublik China                               | Chinesisch Taipeh                                    | Thailand                                | - |                    |
| 2012   | Herreneinzel       | Wen Kai                                           | Pablo Abián                                          | Lee Dong-keun                           | Ernesto Velazquez |                    |
| 2012   | Dameneinzel        | Tai Tzu-ying                                      | Pai Hsiao-ma                                         | Haruko Suzuki                           | Kim So-young |                    |
| 2012   | Herrendoppel       | Kim Gi-jung Lee Yong-dae                          | Chen Chung-jen Lin Yen-jui                           | Andreas Heinz Max Schwenger             | Kang Ji-wook Lee Sang-joon |                    |
| 2012   | Damendoppel        | Miri Ichimaru Shiho Tanaka                        | Tai Tzu-ying Pai Hsiao-ma                            | Lee Eun-ah Lee Nu-ri                    | Erika Sanno Haruko Suzuki |                    |
| 2012   | Mixed              | Kim Gi-jung Kim So-young                          | Kang Ji-wook Kim Chan-mi                             | Shohei Hoshino Shiho Tanaka             | Wojciech Szkudlarczyk Agnieszka Wojtkowska |                    |
| 2012   | Team               | Südkorea                                          | Volksrepublik China                                  | Taiwan                                  | Japan |                    |
| 2014   | Herreneinzel       | Gao Huan                                          | Iskandar Zulkarnain Zainuddin                        | Arif Abdul Latif                        | Hsu Jen-hao |                    |
| 2014   | Dameneinzel        | Pai Yu-po                                         | Liu Xin                                              | Natsumi Shimoda                         | Chen Xiaojia |                    |
| 2014   | Herrendoppel       | Arif Abdul Latif Iskandar Zulkarnain Zainuddin    | Guo Junjie Zhang Zhijun                              | Hsu Jen-hao Lin Yu-hsien                | Tseng Min-hao Wang Chi-lin |                    |
| 2014   | Damendoppel        | Ou Dongni Tang Yuanting                           | Mirai Shinoda Natsumi Uratani                        | Kang Ga-hee Kim Chan-mi                 | Hsieh Pei-chen Wu Ti-jung |                    |
| 2014   | Mixed              | Liu Cheng Tang Yuanting                           | Zhang Zhijun Ou Dongni                               | Vountus Indra Mawan Lee Meng Yean       | Mohd Lutfi Zaim Abdul Khalid Soong Fie Cho |                    |
| 2014   | Team               | Volksrepublik China                               | Malaysia                                             | Taiwan                                  | Südkorea |                    |
| 2016   | Herreneinzel       | Wang Tzu-wei                                      | Zulfadli Zulkiffli                                   | Guo Kai                                 | Lin Yu-hsien |                    |
| 2016   | Dameneinzel        | Ayaho Sugino                                      | Chiang Ying-li                                       | Hsu Ya-ching                            | Rena Miyaura |                    |
| 2016   | Herrendoppel       | Choi Sol-gyu Kim Jae-hwan                         | Lee Jhe-huei Lee Yang                                | Wannawat Ampunsuwan Tinn Isriyanet      | Trawut Potieng Nanthakarn Yordphaisong |                    |
| 2016   | Damendoppel        | Du Peng Huang Dongping                            | Lee Seung-hee Yoon Tae-kyung                         | Evgeniya Kosetskaya Ksenia Polikarpova  | Chow Mei Kuan Goh Yea Ching |                    |
| 2016   | Mixed              | Lee Yang Hsu Ya-ching                             | Mohd Lutfi Zaim Abdul Khalid Shevon Jemie Lai        | Li Jinqiu Du Peng                       | Nur Mohd Azriyn Ayub Chow Mei Kuan |                    |
| 2016   | Team               | Taiwan                                            | Volksrepublik China                                  | Russland                                | Südkorea |                    |
| 2018   | Herreneinzel       | Ren Pengbo                                        | Lin Chun-yi                                          | Lin Guipu                               | Satheishtharan Ramachandran |                    |
| 2018   | Dameneinzel        | Hung Yi-ting                                      | Lee Da-hui                                           | Grace Chua                              | Jung Hyun-ji |                    |
| 2018   | Herrendoppel       | Nur Mohd Azriyn Ayub Low Juan Shen                | Kim Hwi-tae Kim Jae-hwan                             | Huang Kaixiang Ren Xiangyu              | Po Li-wei Yang Ming-tse |                    |
| 2018   | Damendoppel        | Chang Hsin-tien Yu Chien-hui                      | Chang Ching-hui Yang Ching-tun                       | Hwang Hyun-jeong Lee Ha-na              | Jung Hyun-ji Lee Ye-na |                    |
| 2018   | Mixed              | Yang Ming-tse Chang Hsin-tien                     | Lee Fang-jen Yu Chien-hui                            | Huang Kaixiang Du Peng                  | Ren Xiangyu Tan Yue |                    |
| 2018   | Team               | Thailand                                          | Volksrepublik China                                  | Taiwan                                  | Südkorea |                    |
| 2020   | ersatzlos abgesagt | ersatzlos abgesagt                                | ersatzlos abgesagt                                   | ersatzlos abgesagt                      | ersatzlos abgesagt | ersatzlos abgesagt |
| 2022   | nicht ausgetragen  | nicht ausgetragen                                 | nicht ausgetragen                                    | nicht ausgetragen                       | nicht ausgetragen | nicht ausgetragen  |